# Ramusella blattarum
Ramusella blattarum är en kvalsterart som först beskrevs av Oudemans 1911.  Ramusella blattarum ingår i släktet Ramusella och familjen Oppiidae. Inga underarter finns listade i Catalogue of Life.